# Усов (Гомельская область)
Усов (бел. Вусаў) — деревня в Лельчицком районе Гомельской области Белоруссии. В составе Стодоличского сельсовета.

## География

### Расположение
В 22 км на юго-восток от Лельчиц, в 50 км от железнодорожной станции Ельск (на линии Калинковичи — Овруч), в 244 км от Гомеля.

## Транспортная сеть
Транспортные связи по просёлочной, затем автомобильной дороге Мозырь — Лельчицы. Планировка состоит из изогнутой широтной улицы, к которой с северо-востока присоединяется прямолинейная улица. Застройка деревянная, усадебного типа.

## Этимология
Структурный тип ойконимов на -ов [Ус- + -ов] был наиболее продуктивным до конца XVI — начала XVII века. Соответствующие названия изредка появлялись и в последующее время.
Ойконим У́сов имеет принадлежностное значение — «деревня, основанная Усом и / или принадлежащая Усу».

## История
Согласно письменным источникам известна с начала XX века как селение в Мозырском уезде Минской губернии.
Населённый пункт сформировался в более ранее время.
В 1931 году организован колхоз.
Во время Великой Отечественной войны в июле 1943 года оккупанты сожгли деревню и убили 6 жителей.
Согласно переписи 1959 года центр колхоза «Родина», располагались начальная школа, клуб, библиотека, фельдшерско-акушерский пункт, отделение связи, магазин.
До 1 декабря 2013 года деревня в составе Гребеневского сельсовета.

## Население

### Численность
- 2004 год — 11 хозяйств, 25 жителей.

### Динамика
- 1908 год — 42 двора, 276 жителей.
- 1917 год — 325 жителей.
- 1921 год — 57 хозяйств, 371 житель.
- 1940 год — 89 дворов, 430 жителей.
- 1959 год — 364 жителя (согласно переписи).
- 2004 год — 11 хозяйств, 25 жителей.
- 2013 год — 1 хозяйство, 2 жителя